# سام لوز
سام لوز (بالإنجليزية: Sam Lowes) مواليد 14 سبتمبر 1990 في لنكن، إنجلترا، هو متسابق دراجات نارية بريطاني فاز ببطولة العالم للسوبرسبورت.

## روابط خارجية
- سام لوز على موقع MotoGP.com (الإنجليزية)
- سام لوز على موقع WorldSBK.com (الإنجليزية)
- سام لوز على موقع AS.com (الإسبانية)